# Filmművészeti és Filmtechnikai Akadémia
A Filmművészeti és Filmtechnikai Akadémia (franciául: Académie des Arts et Techniques du Cinéma) egy francia nemzeti filmes szakmai szervezet, amely Georges Cravenne filmproducer és reklámszakember javaslatára alakult 1975-ben azzal a céllal, hogy az amerikai Oscar-díj mintájára minden évben egy – a trófea alkotójáról Césarnak elnevezett – díjjal jutalmazza a francia filmművészet legjelentősebb alkotásait és alkotóit, ezzel bátorítva őket a filmkészítésre és így híva fel rájuk a közönség, valamint a média figyelmét.

## Szervezet és tagság
A filmakadémia irányítását az 1974-ben alapított Filmpromóciós Szövetség (APC) látja el, amelynek 2012. július 1. óta 51 tagja van, többségében neves, Oscar-díjjal elismert filmes személyiség, valamint az APC korábbi elnökei, és a Nemzeti Filmközpont (CNC) elnöke. A szövetség ellenőrzi a filmakadémia működését, a tagfelvétel módját, az elismerésben részesítendő művek és személyek kiválasztásának kritériumait, a legyártott trófeák felhasználását.
A César-díjazottak kiválasztásában, illetve a szavazásban kizárólag tagdíjat fizető természetes személyek vehetnek részt, számuk közel 4500 fő. A tagok a filmgyártás tizenegy szakmai kollégiumához (filmproducerek, filmrendezők, színészek, technikusok, forgatókönyvírók, forgalmazók és exportőrök stb.), valamint egy tizenkettedik, úgynevezett „társult tagok kollégiumához” tartoznak. A filmakadémiai tagságot írásban kell kérni, két korábbi tag támogató nyilatkozatával. A kérelmezőknek a kérelem benyújtását megelőző öt évben legalább három hosszúfilm készítésében kell részt venniük. Azok, akiket César-díjra jelöltek, vagy akik ilyen díjjal már rendelkeznek, mentesülnek ez alól a kitétel alól, ők közvetlenül felvételt nyernek.
A botrányok által tarkított 45. César-díj átadó ünnepség és az Akadémia elnökségének lemondása után 2020 őszén megújult a szervezet és annak vezetése. Az új alapszabályzat megszüntette az automatikus „saját jogú” státuszt, amely az egykori elnököknek, filmes szervezetek vezetőinek, Oscar-díjasoknak stb. járt, ezzel a küldöttek közül kizártak 18 „történelmi tagot” – a távozók között volt Alain Terzian egykori elnök, Roman Polański rendező, a botrányok egyik alanya, Costa-Gavras rendező, Margaret Menegoz producer, Régis Wargnier rendező, Thomas Langmann producer. A 164 küldött (82 nő és 82 férfi) alkotta új közgyűlés, amelyet egy elnök és egy ellenkező nemű alelnök vezet, demokratikus, s egyben paritásos alapon áll.
A Filmművészeti és Filmtechnikai Akadémia közpénzeket nem használ fel; bevételei tagdíjakból, a gálák közvetítési jogaiból, hivatalos és technikai partnereinek pénzbeli és dologi adományaiból, valamint a filmakadémia kiadványaiban biztosított reklámhelyek értékesítéséből származnak.

## A César-díjra jelölés és a díjazás menete
Annak érdekében, hogy a szavazók összeállíthassák a jelöltek listáját, a filmakadémia minden évben listázza a Franciaországban bemutatott filmeket és összeállítja a választható művek és alkotók kézikönyvét. Nagyjátékfilmek esetében az előző év január 1. és december 31. között forgalmazásra került, és a párizsi régió valamely nyilvános mozijában legalább egy hétig vetített alkotást, rövidfilmek esetében pedig a díjátadó gálát megelőző év június 30. előtti egy évben bemutatásra került műveket lehet jelölni. A filmekről összeállítanak egy DVD csomagot is, melyet decemberben postáznak. Miután január végén nyilvánosságra hozzák a jelöléseket, a közönség részére nyilvános vetítéseket szerveznek két párizsi filmszínházban: Le Balzac (Champs-Élysées), illetve Les 3 Luxembourg (St Germain des Prés negyed).
A szavazás két körben történik. Első körben a tagok kiválasztják a jelölteket, a második körben pedig a jelöltek közül a díjazottakat. 2012 óta a tagok szavazataikat elektronikus úton, az akadémia internetes honlapján keresztül adják le.
A díjak átadására az akadémia „Césarok éjszakája” elnevezéssel gálaünnepséget szervez Párizs valamely elegáns előadótermében. Az ünnepséget a Canal+ televíziós csatorna közvetíti.

## A filmakadémia elnökei
| 1976      | Marcel Ichac (ideiglenesen)     |
| 1976–1986 | Robert Enrico                   |
| 1986–1988 | Jeanne Moreau                   |
| 1988–1990 | Alexandre Mnouchkine            |
| 1990–1992 | Jean-Loup Dabadie               |
| 1992–2003 | Daniel Toscan du Plantier       |
| 2007–2020 | Alain Terzian                   |
| 2020      | Margaret Menegoz (ideiglenesen) |
| 2020–     | Véronique Cayla                 |

## A filmakadémia tagjai
2019 végén a Filmművészeti és Filmtechnikai Akadémia 4680 fős tagsága a következő kollégiumi részarányokat képviselt: 
- 629 színész (14%)
- 767 rendező (16%)
- 240 szerző (5%)
- 1420 technikus (30%)
- 726 producer (16%)
- 139 forgalmazó, eladó és exportőr (3%)
- 57 laboratóriumi és műszaki ipari képviselő (1%)
- 235 művészeti ügynök (5%)
- 286 vetítőtermi üzemeltető (6%)
- 181 társult tag (4%)

## Fordítás
- Ez a szócikk részben vagy egészben  az   Académie des arts et techniques du cinéma című francia Wikipédia-szócikk ezen változatának fordításán alapul.  Az eredeti cikk szerkesztőit annak laptörténete sorolja fel. Ez a jelzés csupán a megfogalmazás eredetét és a szerzői jogokat jelzi, nem szolgál a cikkben szereplő információk forrásmegjelöléseként.